# آیون (ایزد)
آیون (یونانی: Αἰών) یک خدای هلنیستی است که با زمان، گوی یا دایره ای که جهان را در بر می‌گیرد، و زودیاک منطقةالبروج مرتبط است.
«زمانی» که آیون نشان‌دهنده آن است دائمی، نامحدود، آیینی و چرخه‌ای است: آینده نسخه بازگشتی از گذشته‌است که بعداً aevum نامیده شد.